# اسماعیل (شعر)
اسماعیل شعر بلندی است از رضا براهنی که در سال ۱۳۶۶ از سوی انتشارات مرغ آمین در تهران منتشر شد. براهنی این شعر را برای مرگ اسماعیل شاهرودی در ۱۳۶۰ سروده و به او تقدیم کرده‌است. اسماعیل در این شعر همین‌طور به اسماعیل فرزند ابراهیم و ماجرای ذبح او و سربازان جنگ ایران و عراق اشاره دارد. این شعر درون‌مایه‌ای ضد جنگ نیز دارد و به همراه زمین سوخته اثر احمد محمود و شعر نام تمام مردگان یحیا است از محمدعلی سپانلو از مهم‌ترین آثار ادبی مربوط به جنگ دانسته شده و برخی آن را از بزرگ‌ترین اشعار جنگ در ادبیات فارسی دانسته‌اند. فرم این شعر را متأثر از شعر زوزه اثر آلن گینزبرگ دانسته‌اند.

## نمونه
- ای اسماعیل!

ای ایستاده در صف آزمایشگاه‌های شهر، با شیشه‌ای بلند در دست،
و جنگلی از تصاویر رنگی بر سر!
ای خوابگرد شرق و غرب!
ای خیانت‌شده!
ای بی‌حافظه شده پس از نوبت‌ها شوک برقی!
ای ناشتای عشق!
ای آشنای من در باغ‌های بنفش جنون و بوسه!
- خوزستان! دوشندگان اینان بودند!

جوانان ما نبودند
اینان بودند
و آنانی که اصلاً هوا و آسمان و شعر و ستاره را نمی‌فهمد
و تنها با احتکار پنیر و مرغ و پودر ظرفشویی حالت نعوظ پیدا می‌کنند
و مثل موش و دام فضله می‌اندازند
و یکی دو دندان افتاده، نفسی متعفن و شکم‌هایی به درشتی بشکه‌های نفت تو دارند
و شب و روز می‌آشامند و می‌خورند
و با جیب‌های پر از دلار از میدان‌های «زنده‌باد و مرگ بر…» می‌گذرند
و با زبان بی‌زبانی می‌فهمانند که مرگ بر آمریکای شعاردهندگان مشکلی را حل نمی‌کند
که بعد از انقلاب هم پول از پاروی تاجرها بالا می‌رود
و کله پاچه، سیر و سیرابی و ودکای قاچاق یا خانگی می‌خورند
در «ویدئو» فیلم‌های هندی، «رنگارنگ»، و فیلم «پاگنده به آفریقا می‌رود» می‌بینند
دلشان می‌گیرد یا غشغش می‌خندند
و هر دو سه ساعت از حجره به شمیران تلفن می‌کنند
مبادا عیال با معمار خانه‌ی نوساز روهم ریخته باشد
و فشار خون را هنوز هم به کمک آبغوره پایین می‌آورند
و غم اصیلشان این است که چرا کاباره‌ها و کافه‌های ساز و ضربی را بسته‌اند